# 比亞斯河戰役
比亞斯河戰役（Battle of Beas River），是1285年察合台汗國與德里蘇丹國奴隸王朝的戰爭。
因蘇丹吉亞斯丁·巴勒班在木爾坦與拉合爾之間設置防線，蒙古人入侵失敗，但吉亞斯烏德·丁·巴勒班的兒子穆罕默德·汗在戰鬥中被殺害。